# Stanisław Staszewski (polityk)
Stanisław Telisforowycz Staszewski, ukr. Станіслав Телісфорович Сташевський (ur. 10 marca 1943 w m. Marjaniwka w obwodzie kijowskim) – ukraiński polityk i inżynier narodowości polskiej, deputowany, w 2001 minister, w latach 2005–2006 wicepremier.

## Życiorys
Z wykształcenia inżynier elektryk, absolwent instytutu politechnicznego w Kijowie (1972). Uzyskał później stopień kandydata nauk. Pracował jako inżynier i w administracji miejskiej. W latach 90. został wiceprezesem holdingu budowlanego. W latach 1996–2001 pełnił funkcję zastępcy mera Kijowa Ołeksandra Omelczenki. Od marca do listopada 2001 był ministrem paliwa i energetyki.
W 2002 uzyskał mandat deputowanego do Rady Najwyższej w okręgu jednomandatowym, kandydując jako przedstawiciel Ukraińskiej Partii "Jedność" (założonej przez kijowskiego mera). W parlamencie w 2004 przystąpił do frakcji Centrum, której większość posłów poparła następnie Wiktora Juszczenkę. W rządzie Jurija Jechanurowa sprawował urząd pierwszego wicepremiera (2005–2006). W 2006 został ponownie wybrany posłem z listy Naszej Ukrainy. W przedterminowych wyborach parlamentarnych w 2007 bez powodzenia ubiegał się o reelekcję. W 2008 został doradcą premiera Ukrainy.